# 川上音二郎

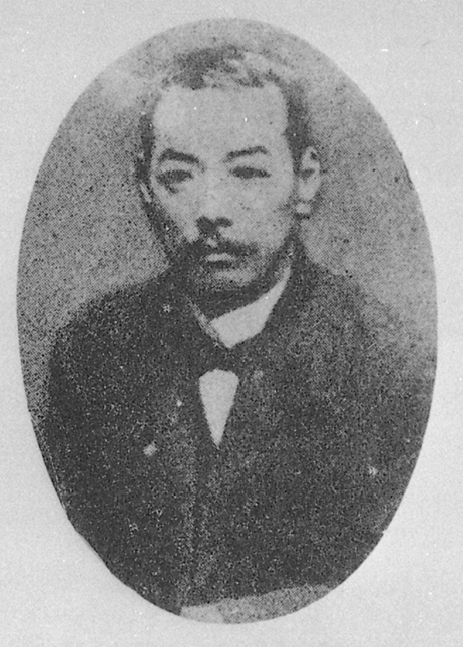
川上音二郎

川上 音二郎（日语：／ Kawakami Otojirō，1864年2月8日（文久4年1月1日）—1911年11月11日），出身筑前黑田藩（福岡藩）的一個商人家庭，是一位日本的表演藝術家，同時也是新派劇的創始者，因而被稱為「新派劇之父」。
他在自由民權運動時期創作並演唱了諷刺當時社會的歌曲<Oppekepei>，因而聲名大噪。他也在日本以外地區進行演出與創作。
他的妻子是著名女演員川上貞奴，夫婦共同在日本戲劇領域造成了重大的影響。